# Henry Monaghan
Henry Paul Monaghan (* 26. Mai 1934 in Holyoke; † 1. Januar 2025) war ein US-amerikanischer Jurist. Er war Anwalt und Verfassungsrechtler an der rechtswissenschaftlichen Fakultät der Columbia University in New York City (Columbia Law School). Hier hatte er die nach Harlan Fiske Stone benannte Professur für Verfassungsrecht inne.
Monaghan erwarb 1955 an der University of Massachusetts einen Bachelor, 1958 an der Yale Law School einen Bachelor of Laws und 1960 an der Harvard Law School einen Master of Laws. Seit 1984 gehört er zum Lehrkörper der Columbia Law School.
Henry Monaghan plädierte in zahlreichen Fällen vor obersten Gerichten US-amerikanischer Bundesstaaten und dem Obersten Gerichtshof der Vereinigten Staaten. Außerdem verfasste er umfangreiche Literatur zum Verfassungsrecht, zur Bundesgerichtsbarkeit und zum Verwaltungsrecht der Vereinigten Staaten. Er gilt als Experte für die rechtliche Bedeutung des First Amendment und der Präsidentschaft.
1988 wurde Monaghan in die American Academy of Arts and Sciences gewählt. 2018 erhielt er – gemeinsam mit David L. Shapiro – den ersten Daniel J. Meltzer Award der Association of American Law Schools (AALS).